# Calicut
Kozhikode
Ne doit pas être confondu avec Calcutta.
Calicut (en malayalam : കോഴിക്കോട്) ou officiellement Kozhikode est une ville de l'État du Kerala en Inde, chef-lieu du district homonyme. C'est la troisième plus grande ville du Kerala.

## Géographie

### Situation
Calicut se situe à proximité de la côte ouest de l'Inde près du mont Nilgiri. Le port de Coimbatore y est installé. À proximité, se situent les villes de Mangalore et de Mysore.

### Transports
Calicut possède un aéroport (code AITA : CCJ), l'Aéroport international Calicut.

## Toponymie
La ville est probablement la Kalaikaris de Ptolémée. Le nom de Calicut, sous lequel elle est plus connue en Occident, provient de Kâlîkotta, signifiant « ville de Kâlî ». Il est à l'origine du mot français calicot.
Pour les Arabes, elle s'appelle Kalikat, et pour les Chinois Kalifo.

## Histoire

Reconstitution des routes maritimes d'après Le Périple de la mer Érythrée, début du Ier siècle

L'ancien port de Tyndis qui est situé du côté nord de Muziris, comme mentionné dans le Périple de la mer Érythrée, se trouve quelque part autour de Kozhikode . Son emplacement exact est un sujet de controverse. Les emplacements suggérés sont Ponnani, Tanur, Beypore, Chaliyam, Kadalundi-Vallikkunnu et Koyilandy. Tyndis est un centre commercial majeur, juste derrière Muziris, entre les Cheras et l'Empire romain . Pline l'Ancien (Ier siècle de notre ère) déclare que le port de Tyndis est situé à la frontière nord-ouest de Keprobotos (Dynastie Chera). La région du Nord Malabar, qui se trouve au nord du port de Tyndis, est gouvernée par le royaume d'Ezhimala pendant la période Sangam . Selon le Périple de la mer Érythrée, une région connue sous le nom de Limyrike commence à Naura et Tyndis. Cependant Ptolémée ne mentionne que Tyndis comme point de départ de Limyrike. La région se termine probablement à Kânyâkumârî ; cela correspond donc à peu près à la Côte de Malabar.
La valeur du commerce annuel de Rome avec la région est estimée à environ 50 000 000 sesterces,. Pline l'Ancien mentionne que Limyrike est sujet aux pirates. Le Cosmas Indicopleustès mentionne que le Limyrike est une source de poivre ,. Les marchands Arabes commercent avec la région dès le VIIe siècle.
Au XIVe siècle, Kozhikode fait la conquête de grandes parties du centre du Kerala après la capture de la région de Tirunavaya du Valluvanad, qui sont sous le contrôle du roi de Perumbadappu Swaroopam (Cochin). Le souverain de Perumpadappu est contraint de déplacer sa capitale (vers 1405) plus au sud de Kodungallur à Kochi. Au XVe siècle, le statut de Cochin est réduit à un état vassal de Kozhikode, conduisant ainsi à l'émergence de Kozhikode comme le royaume le plus puissant de la Côte de Malabar. Au cours de la Kalaripayat du XVe siècle est important dans l'histoire des Malabars, quelques guerriers y vivent, notamment puthooram veettil Aromal Chekavar et sa sœur Unniyarcha qui sont des chefs d'arts martiaux,,.
Le port de Kozhikode occupe une position économique et politique supérieure sur la côte médiévale du Kerala, tandis que Kannur, Kollam et Kochi sont des ports secondaires commercialement importants, où se rassemblent les commerçants de diverses parties du monde. Kozhikode est la capitale d'un royaume indépendant gouverné par les samoothiris (Zamorins) au Moyen Âge et plus tard dans l'ancien District de Malabar sous la domination britannique.
Zheng He y accoste en 1406 et Vasco de Gama débarque le 18 mai 1498, ou plutôt sur la plage du village de pêcheurs de Kappad à quelque 15 km de Calicut. Le 21 mai, Vasco de Gama arrive à Calicut même. Les Portugais obtiennent alors les mêmes droits de commerce que les Arabes, ce qui devient une source de tension. Le 15 mars 1506, l'amiral portugais de Almeida à la tête de 11 vaisseaux armés par 1 500 soldats, défait les 200 bateaux du Zamorin de Calicut. C'est la bataille de Cannanore, 16 mars 1506. Elle assure définitivement la suprématie du Portugal sur les côtes de l'Inde. Magellan, jeune soldat inconnu à l'époque y sera blessé. Ils en font leur port d'exportation du poivre et du coprah, mais en butte à des conflits permanents, ils finiront par s'installer à Cochin où le raja les accueille souhaitant par cette alliance se soustraire à la suzeraineté de Calicut.
Puis les Néerlandais, les Anglais, les Français arrivent au Kerala. Les Zamorins accordent l'autorisation aux Néerlandais de commercer à Calicut dans l'espoir d'obtenir de l'aide pour se débarrasser des Portugais. En effet, la position de ceux-ci s'affaiblit graduellement et les Néerlandais s'emparent de Cochin et Cranganore où ils font commerce. À partir de 1721, ils arrêtent toute implication dans les conflits locaux.
La ville est détruite par Haidar Alî de Mysore en 1725, mais elle sera reconstruite lorsque les Britanniques en obtiennent par traité la souveraineté en 1792.

## Lieux et monuments
La ville possède quelques temples intéressants :
- le temple de Tali Shiva : datant du XIVe siècle, il a subi les outrages de Tipû Sâhib et Haidar Alî, puis fut rénové au XVIIe siècle[14].
- le temple de Varakkal : construit suivant l'architecture particulière du Kerala.
- le temple de Beypore : (11 km du centre-ville) du XIIe siècle, dédié à Shiva.
- quelques églises portugaises.

## Galerie

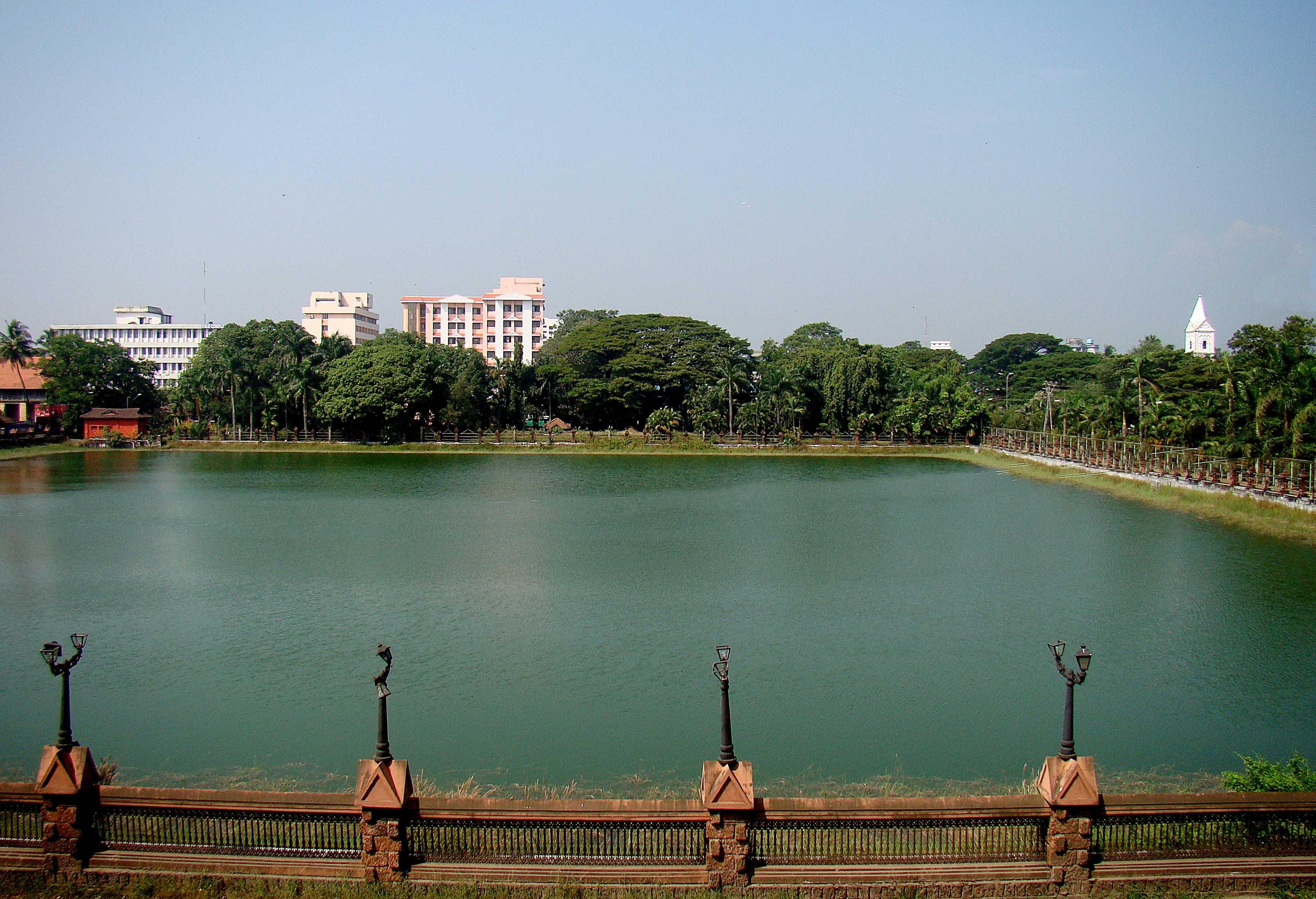
Mananchira Square,Calicut
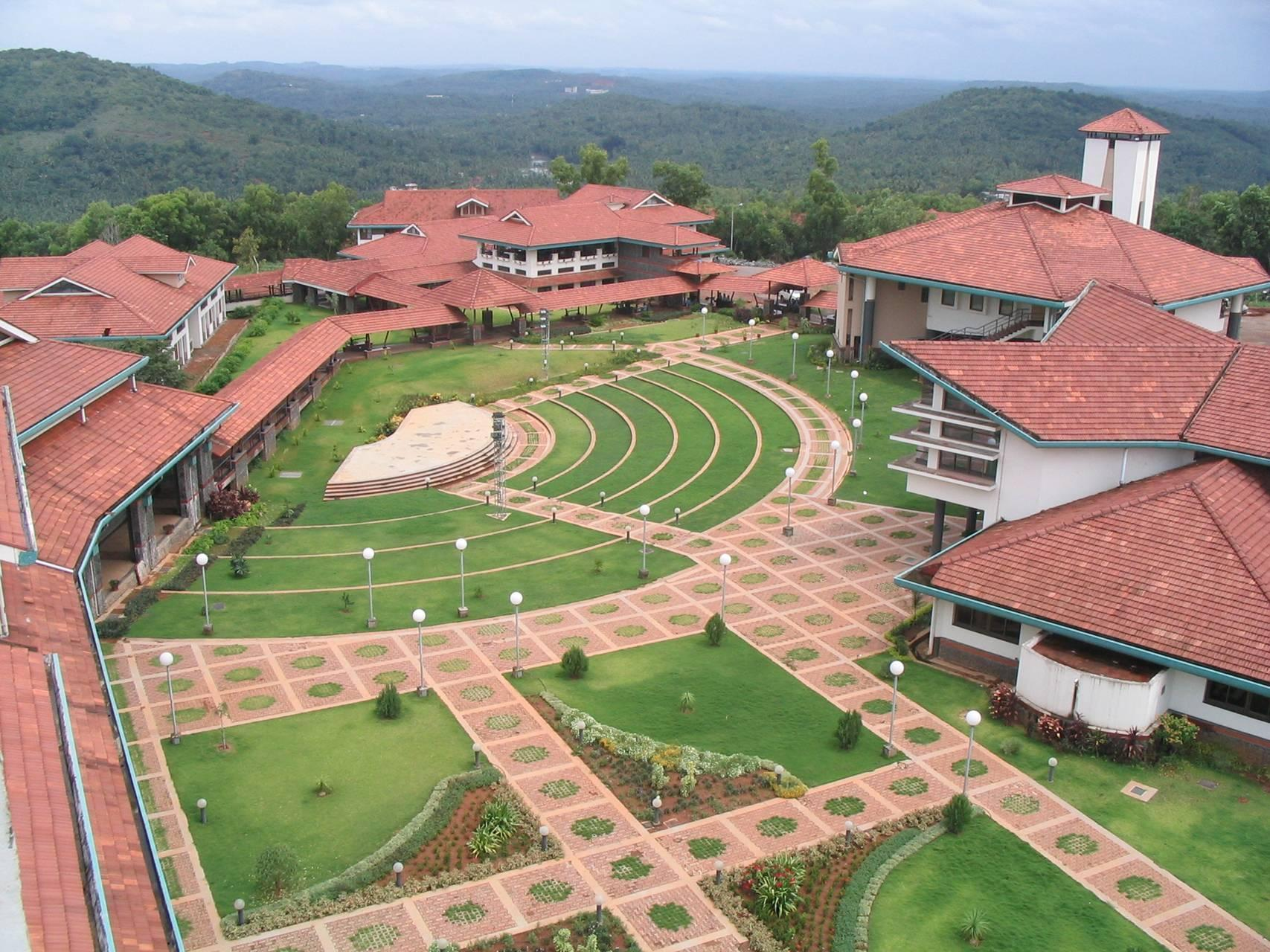
IIM Calicut[Indian Institute of Management]Une vue aérienne
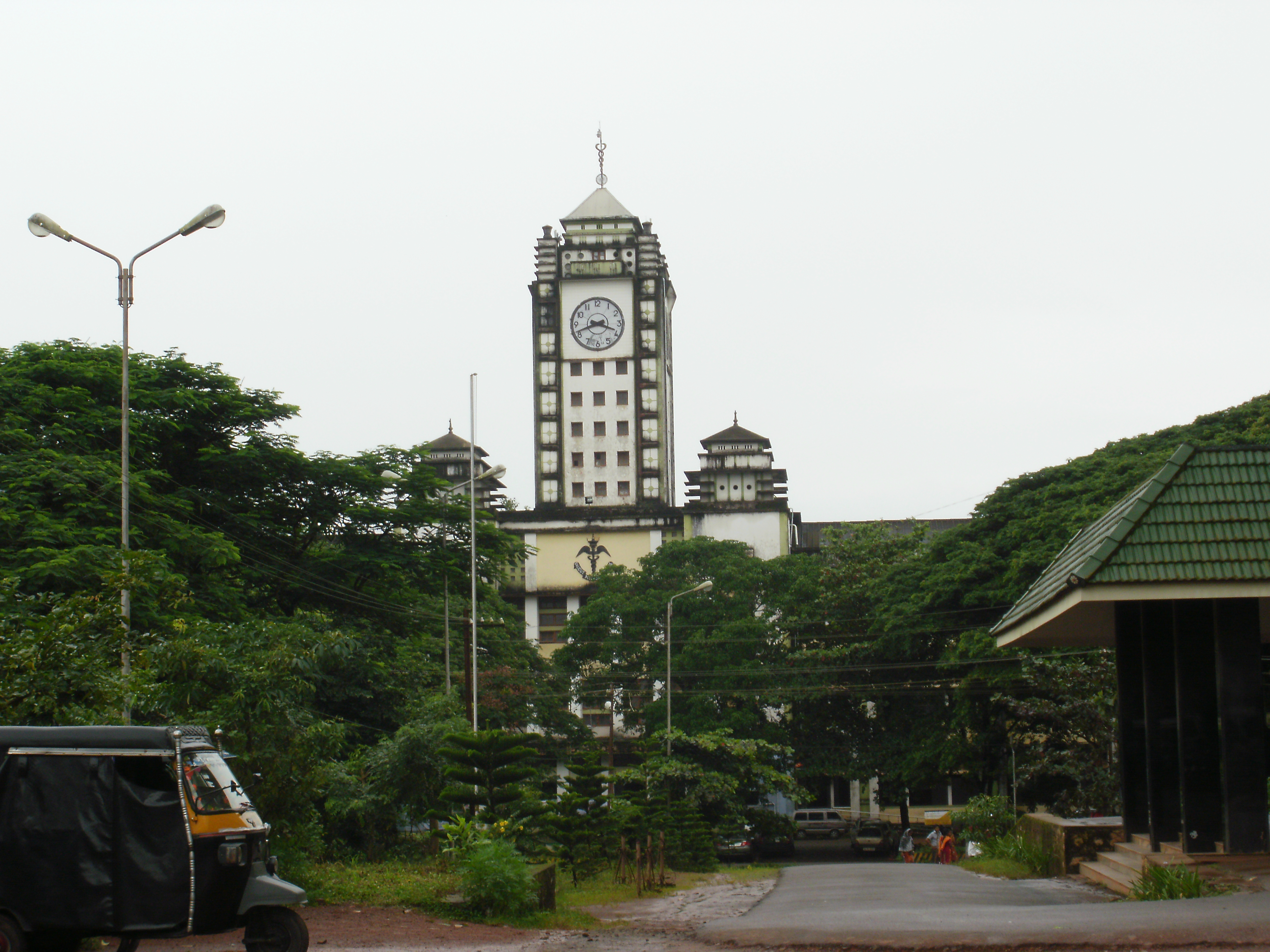
MCH Calicut[Medical College]
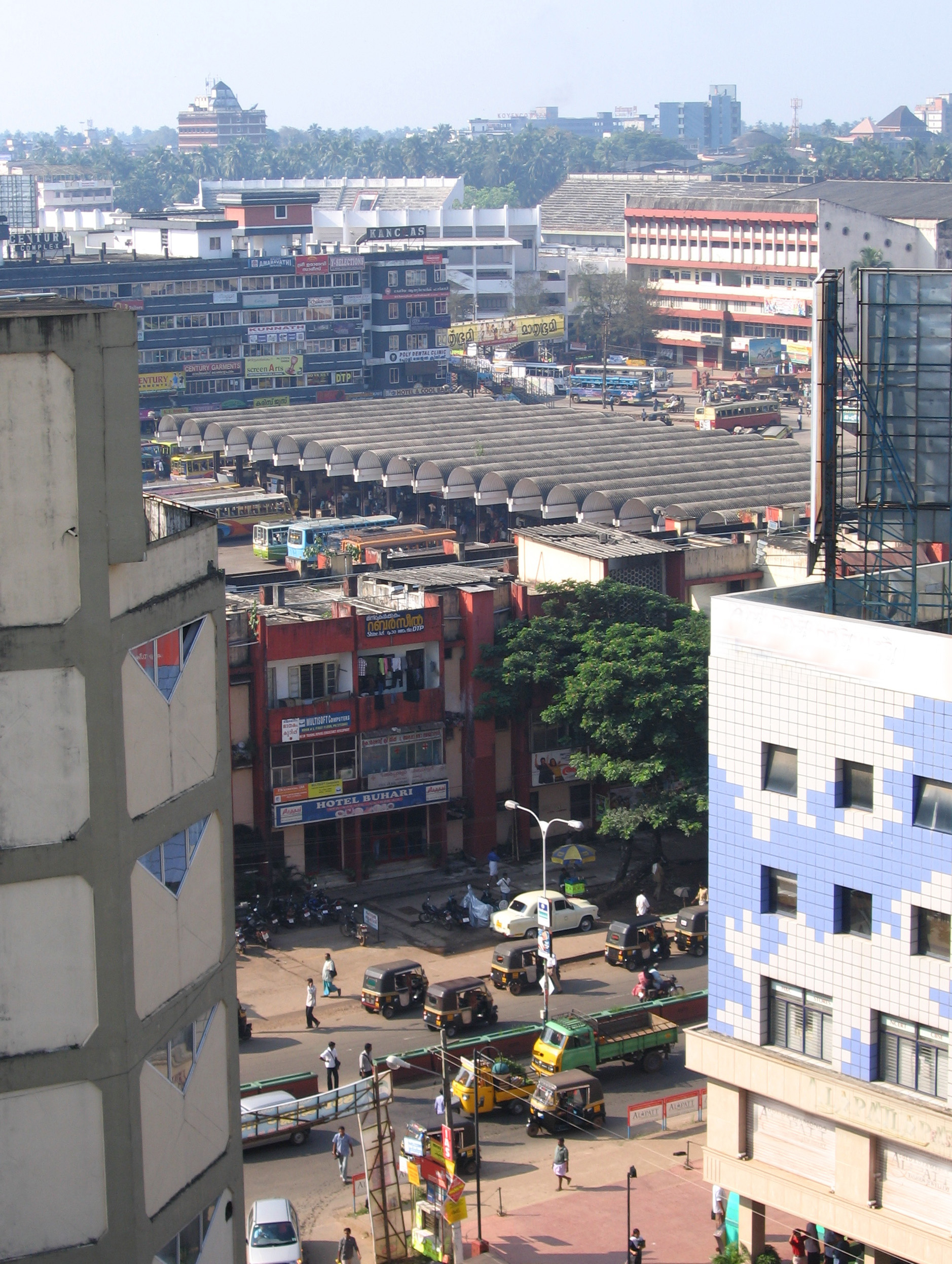
Mofusil Bus station
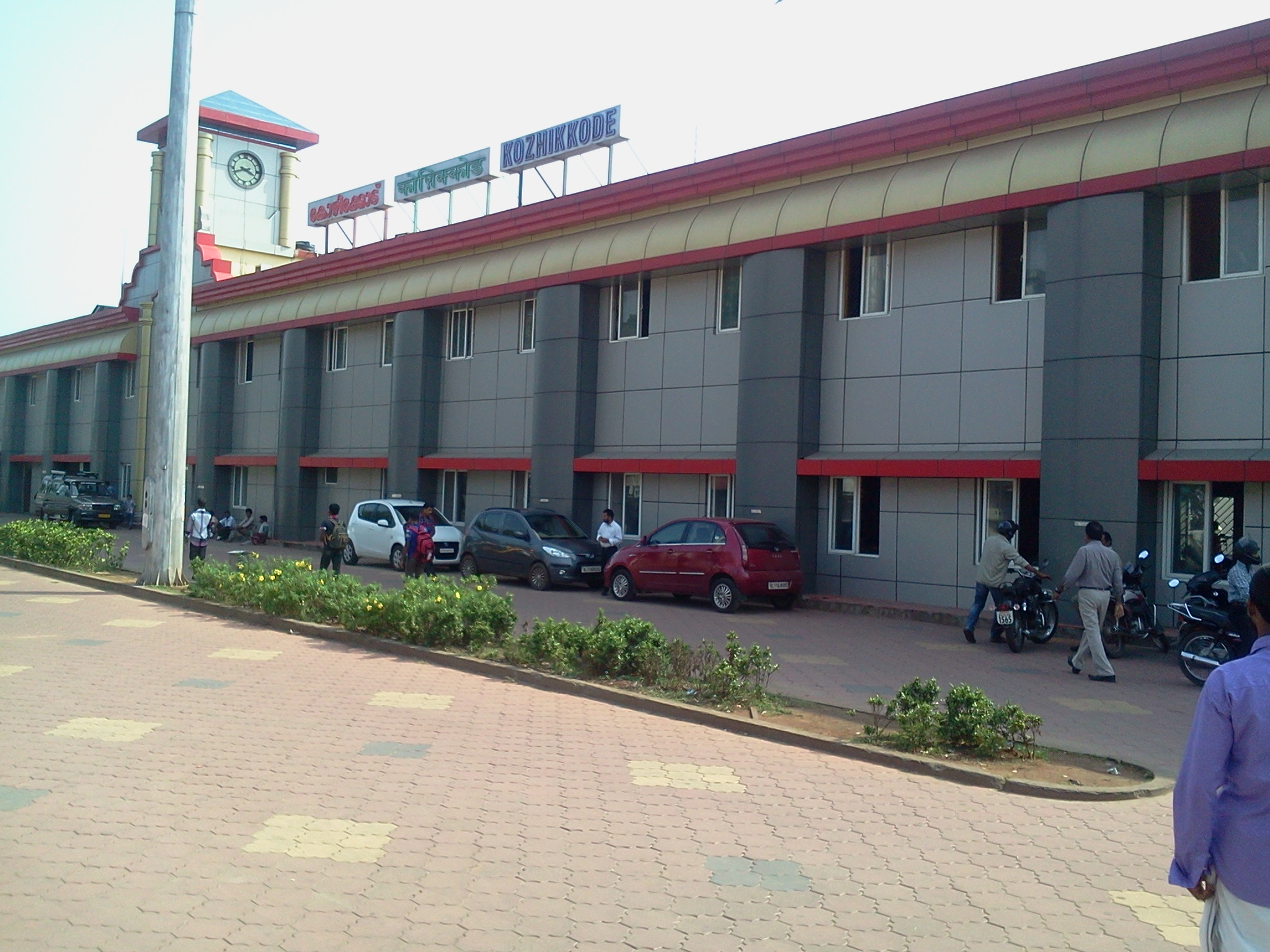
Calicut Railway Station
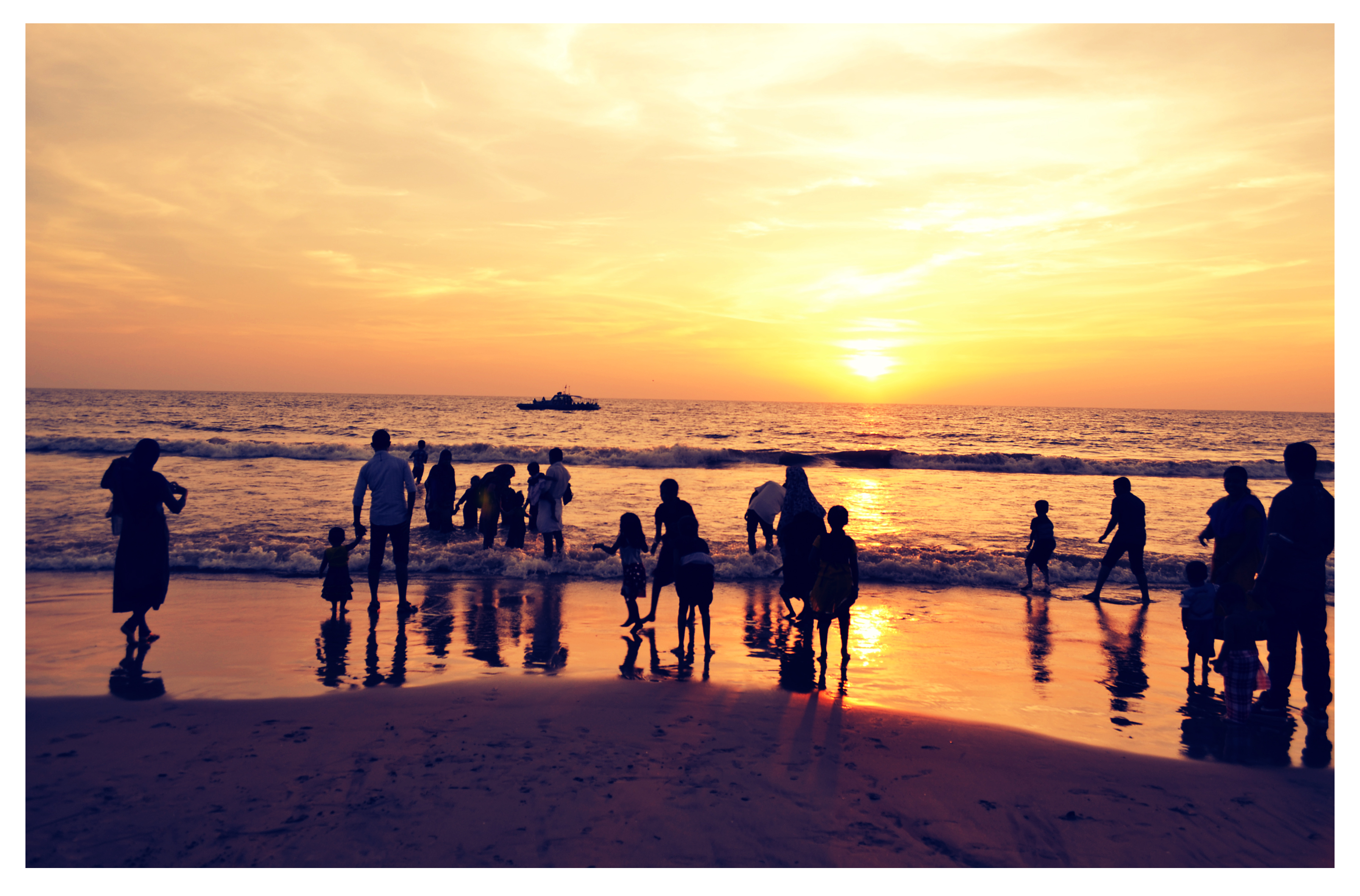
Une soirée à la plage de Calicut
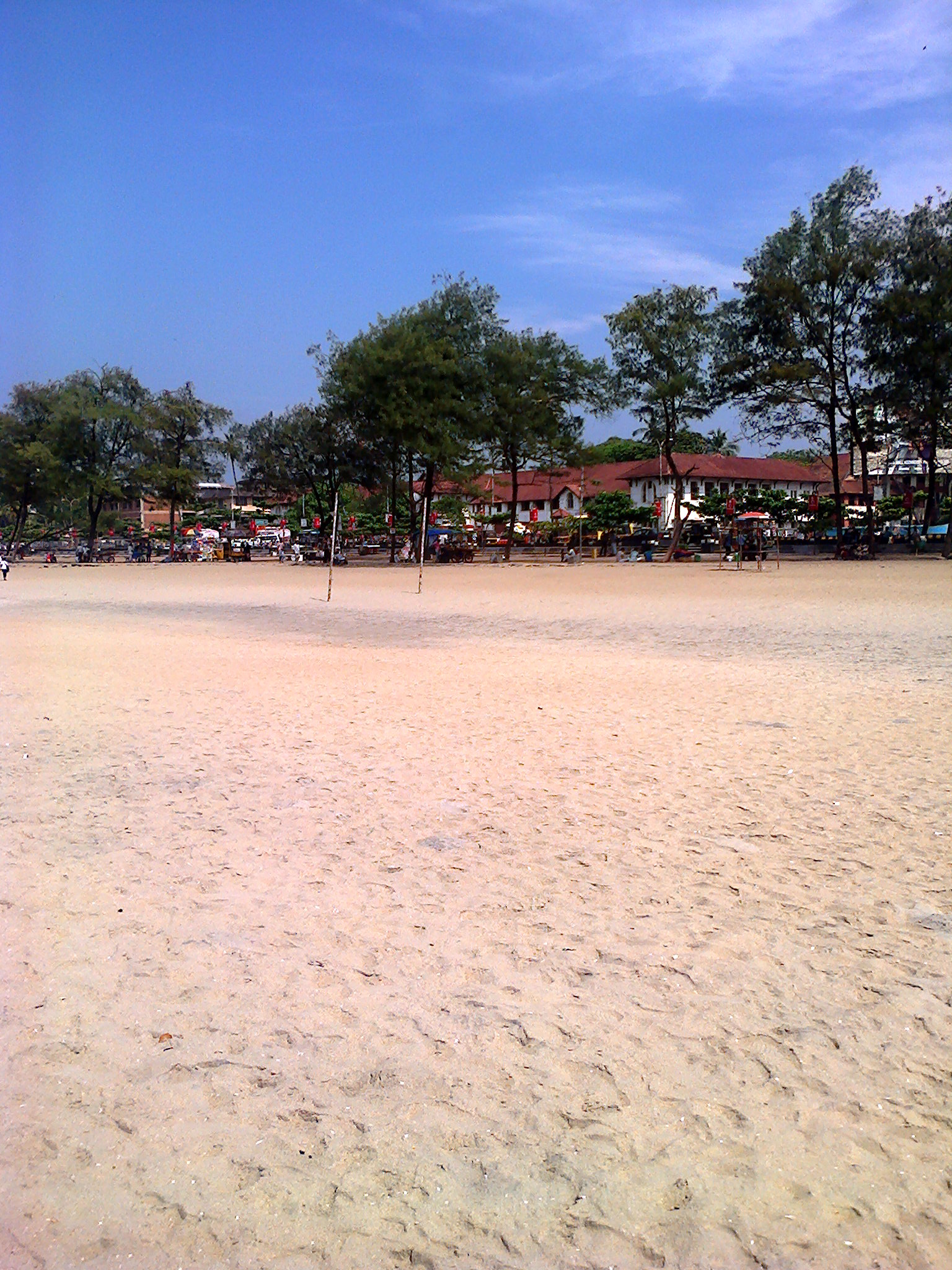
Rivage de Kozhikode
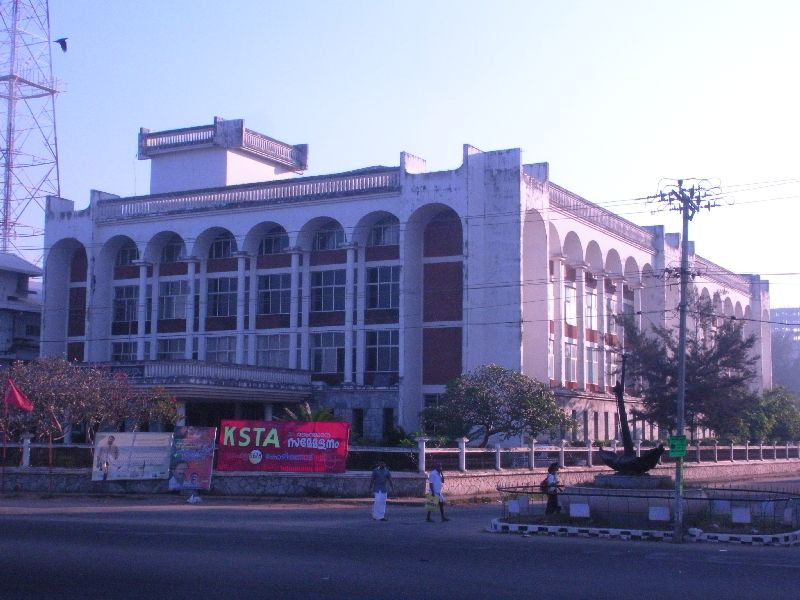
Kozhikode Corporation Centre administratif
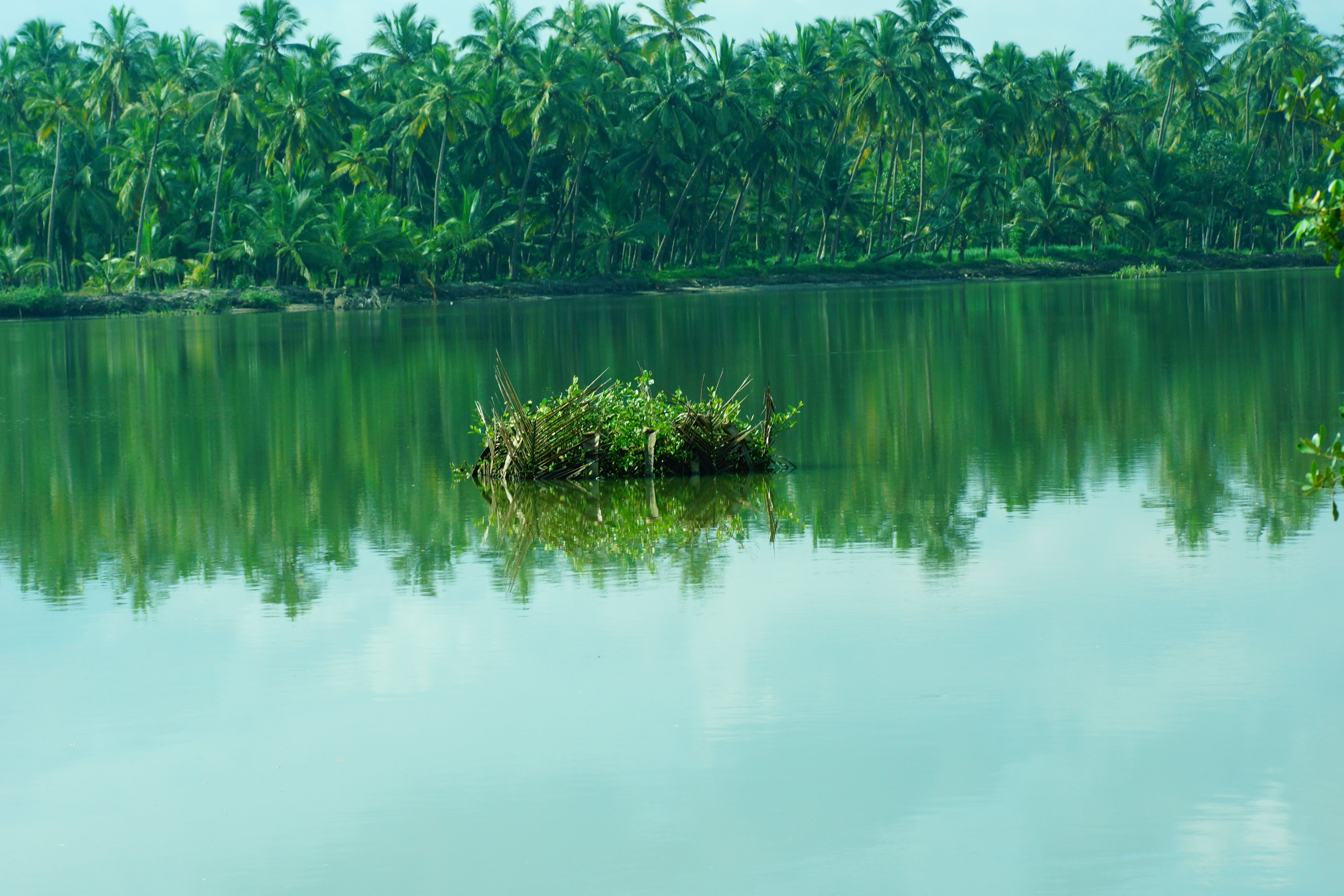
eau stagnante
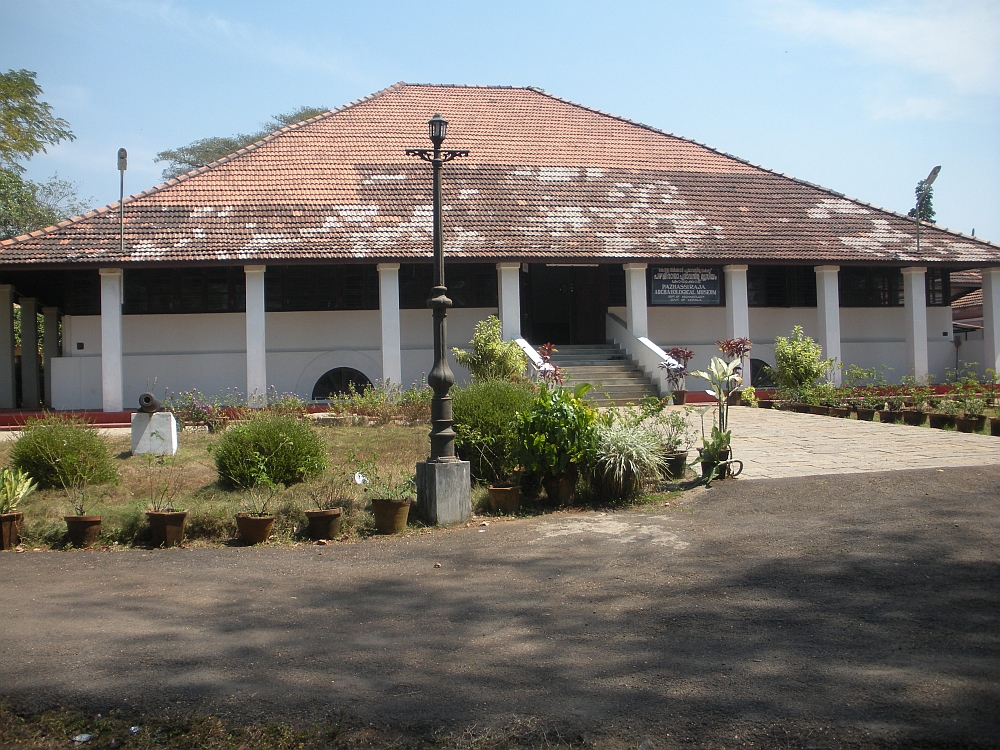
Pazhassi Raja musée
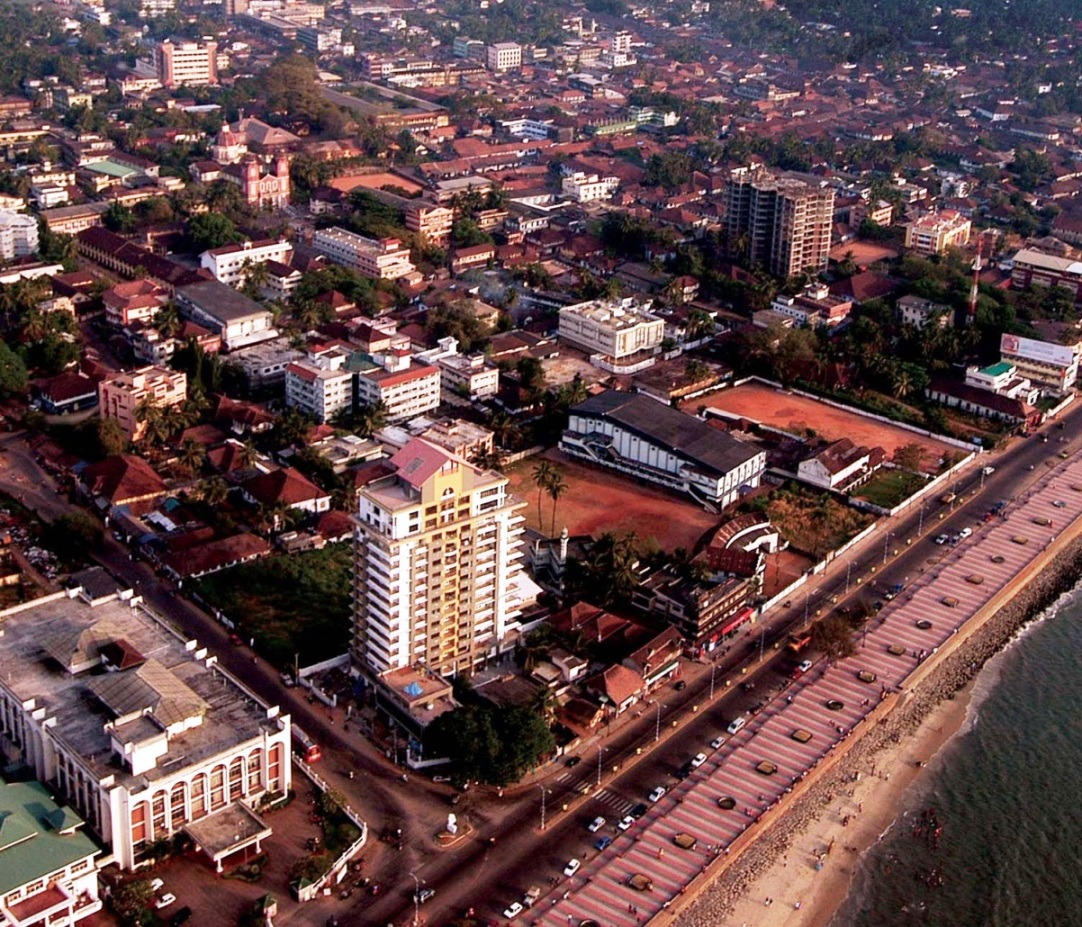
Vue de l'hélicoptère de la ville calicut[2009]
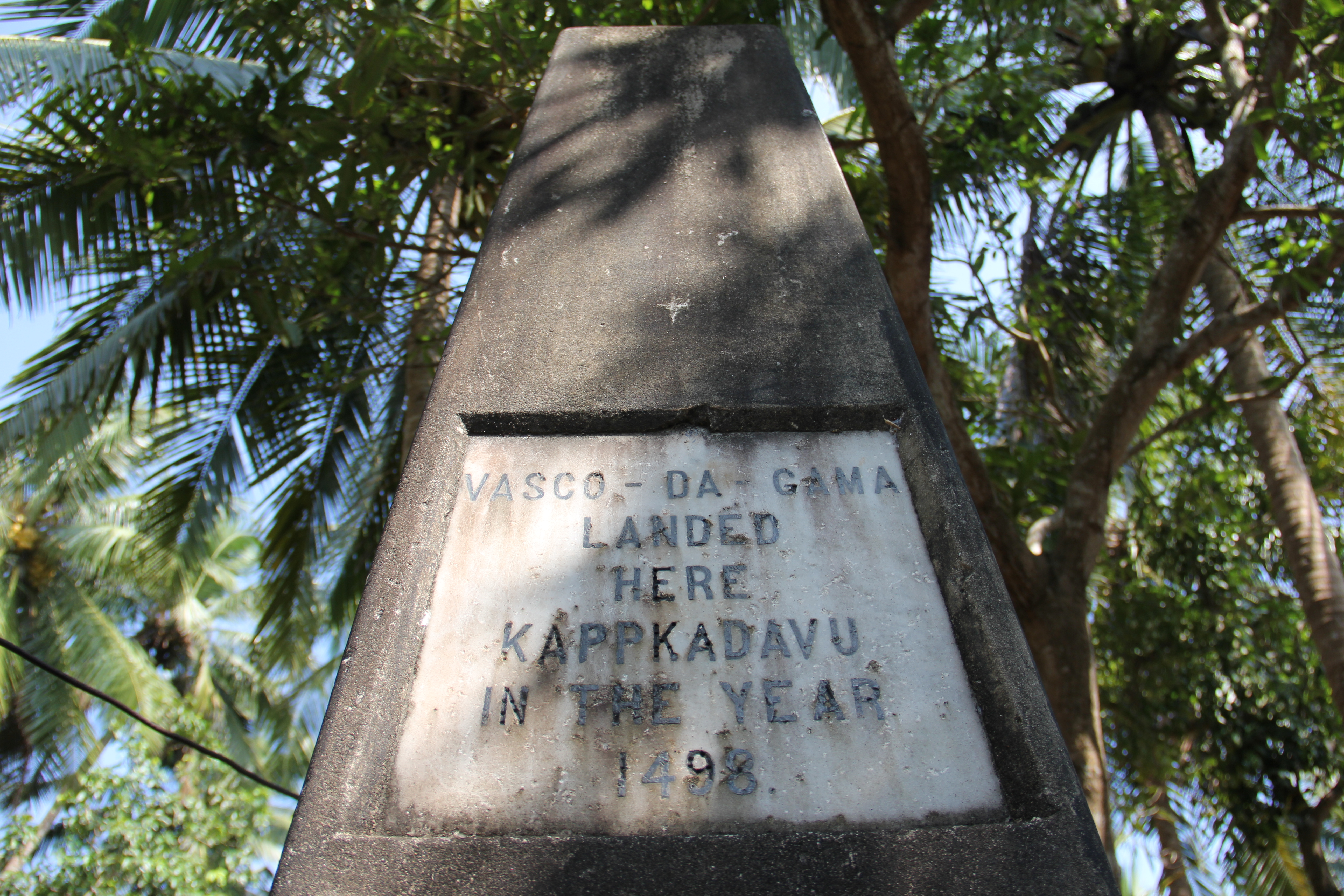
Vasco Da Gama, Landmark à Calicut
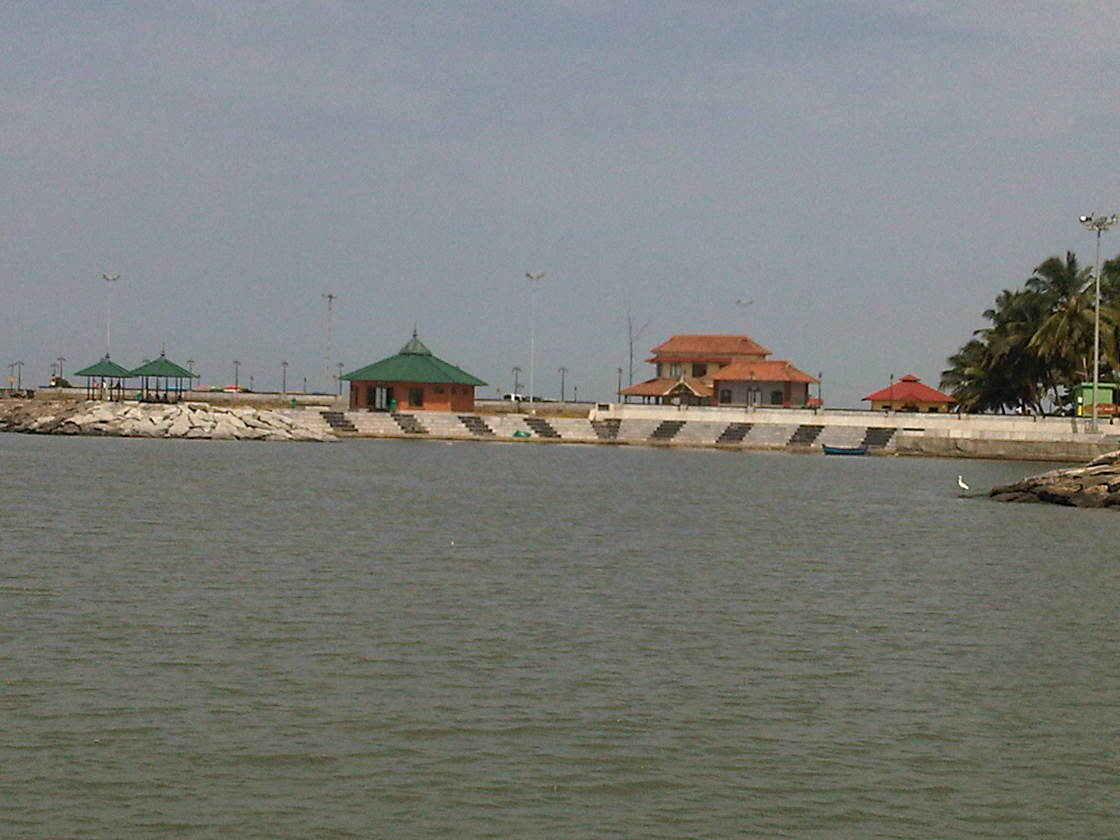
Beypore Beach

## Personnalités
- Claire-Lise de Benoit (1917-2008), catéchiste évangélique suisse, y est née.
- Samuel Rayan (1920-2019), prêtre jésuite indien, théologien œcuménique et professeur de théologie, est mort à Kozhikode.